# Aire urbaine de Bort-les-Orgues
L'aire urbaine de Bort-les-Orgues est une aire urbaine française centrée sur l'unité urbaine de Bort-les-Orgues, située dans les départements du Cantal et de la Corrèze. Composée de trois communes, elle compte 4 303 habitants en 2017.

## Données globales
Le tableau suivant détaille la répartition de l'aire urbaine sur les deux départements :
| Département | Communes | Communes (%) | Superficie (km²) | Superficie (%) | Population (2017) | Population (%) |
| ----------- | -------- | ------------ | ---------------- | -------------- | ----------------- | -------------- |
| Cantal      | 2        | 0,81         | 47,62            | 0,83           | 1 626             | 1,12           |
| Corrèze     | 1        | 0,35         | 15,07            | 0,26           | 2 677             | 1,11           |

## Composition
L'aire urbaine de Bort-les-Orgues est composée de trois communes :
| Nom             | Code Insee | Statut | Superficie (km2) | Population (dernière pop. légale) | Densité (hab./km2) |
| --------------- | ---------- | ------ | ---------------- | --------------------------------- | ------------------ |
| Bort-les-Orgues | 19028      |        | 15,07            | 2 487 (2022)                      | 165                |
| Lanobre         | 15092      |        | 40,99            | 1 350 (2022)                      | 33                 |
| Madic           | 15111      |        | 6,63             | 204 (2022)                        | 31                 |

## Évolution démographique
L'évolution démographique ci-dessous concerne l'aire urbaine selon le périmètre défini en 2010.
| 1968  | 1975  | 1982  | 1990  | 1999  | 2007  | 2012  | 2017  |
| ----- | ----- | ----- | ----- | ----- | ----- | ----- | ----- |
| 6 512 | 6 739 | 6 151 | 5 920 | 5 198 | 4 884 | 4 521 | 4 303 |

## .Notes et références